# Lepaca Kliffoth
Lepaca Kliffoth – wydany w 1995 studyjny album szwedzkiego zespołu Therion.

## Opis albumu
Po raz kolejny Therion udowodnił, że nie boi się muzycznych eksperymentów – na płycie, prócz metalu, usłyszymy chóry sopranów i basów barytonów, a także jeszcze więcej melodii i instrumentów klawiszowych.
W 2001 r. wytwórnia Nuclear Blast wydała reedycję albumu.

## Okładka
- Ilustracja na okładce: Kristian Wåhlin
- Okładka i design: Holmen & Ungman Productions
- Kierownik artystyczny: Tom Eriksen

## Lista utworów
1. „The Wings of the Hydra” – 3:33
2. „Melez” – 4:07
3. „Arrival of the Darkest Queen” – 0:54
4. „The Beauty in Black” – 3:12
5. „Riders of Theli” – 2:51
6. „Black” – 5:02
7. „Darkness Eve” – 5:19
8. „Sorrows of the Moon” (cover Celtic Frost) – 3:26
9. „Let the New Day Begin” – 3:35
10. „Lepaca Kliffoth” – 4:26
11. „Evocation of Vovin” – 4:52

### Wersja japońska
Wersja japońska zawiera bonusowy utwór „The Veil of Golden Spheres”

### Reedycja
Reedycja z roku 2001 zawiera 3 bonusowe utwory.
1. „The Wings of the Hydra” – 3:33
2. „Melez” – 4:07
3. „Arrival of the Darkest Queen” – 0:54
4. „The Beauty in Black” – 3:12
5. „Riders of Theli” – 2:51
6. „Black” – 5:02
7. „Darkness Eve” – 5:19
8. „Sorrows of the Moon” (cover Celtic Frost) – 3:26
9. „Let the New Day Begin” – 3:35
10. „Lepaca Kliffoth” – 4:26
11. „Evocation of Vovin” – 4:52
12. „Enter the Voids” – 4:11
13. „The Veil of Golden Spheres” – 3:00
14. „Black” (wersja demo)

## Twórcy albumu
- Christofer Johnsson – gitara, wokal, instrumenty klawiszowe
- Piotr Wawrzeniuk – perkusja
- Fredrik Isaksson – gitara basowa

Gościnnie:
- Hans Groning – wokal (bas baryton) („Beauty in Black”, „Evocation of Vovin”)
- Claudia Maria Mokri – wokal (sopran) („Beauty in Black”, „Evocation of Vovin”, „Black”)
- Harris Johns – gitara prowadząca (pierwsza część solo w „Beauty in Black”)
- Jan – dodatkowy wokal (partie chóralne w „Wings of the Hydra”, „Sorrows of the Moon”)

## Single
- The Beauty in Black